# Lionel Dumont
Pour les articles homonymes, voir Dumont.
Lionel Dumont, né le 29 janvier 1971 à Roubaix, est un français, ancien membre du Gang de Roubaix.

## Biographie
Lionel Dumont naît le 29 janvier 1971 à Roubaix, dans une famille ouvrière catholique de huit enfants vivant à Tourcoing.
Après son baccalauréat, il entreprend, en 1991-1992, des études d’histoire à l’Université de Lille pour être journaliste. Puis il effectue son service militaire au 4e RIMA de Fréjus. Il part à Djibouti avec le 5e RIAOM, où il participe dans le cadre de l'opération humanitaire française Oryx à l'intervention multinationale de l'ONU en Somalie (1992-1993), où il est révolté de l'inaction de la société civile face aux atrocités commises.
À son retour, Il fréquente la mosquée Dawa à Roubaix et se convertit à l’islam en 1993. Chauffeur routier pour l’ONG Aide directe en Croatie, il rejoint, en avril 1994, le bataillon des moudjahidines arabes dirigé à Zenica (Bosnie) par l’émir algérien Abou el-Maali. En 1994-95, il combat à leurs côtés contre les Serbes. De retour en France, il se fait appeler Abou Hamza et épouse selon le rite musulman le 27 février 1996, Azhra, une paysanne bosniaque de 16 ans.
Il participe à la fondation du Gang de Roubaix formé de plusieurs français convertis à l’islam qui organisent des braquages pour financer la cause islamiste. Entre janvier et mars 1996, les opérations du gang - des attaques de supérettes ou de fourgons blindés - sont d'une extrême violence : une fusillade sur un parking le 27 janvier 1996 à Croix (Nord) contre des policiers ; une autre fusillade contre les forces de l'ordre le 8 février 1996 après un vol dans une supérette, qui sera fatale à un passant ; l'attaque d'un véhicule de la Brink's le 25 mars 1996 ; la tentative d'attentat à la voiture piégée contre le commissariat de Lille le 28 mars 1996.
Le 29 mars 1996, Dumont échappe à l'arrestation des membres du Gang de Roubaix dont il était l'un des chefs présumés. Il gagne la Bosnie et y commet plusieurs hold-up.
Dumont commet également un meurtre, le 15 février 1997, en tuant un policier bosniaque au cours de sa cavale. Il est finalement arrêté le 9 mars 1997, à Zenica et placé en détention provisoire.
Le 16 juillet 1997, il est condamné à une peine de 20 ans de réclusion criminelle pour des braquages de stations-service, au cours desquels un policier et un gardien ont été tués,.
Le 26 mai 1999, Dumont parvient à s'évader de la prison de Sarajevo alors que ses gardiens regardaient la finale de Champions League.
Le 1er juillet 2001, en Malaisie, il épouse à la mosquée Celia Dos Santos, une Allemande d'origine portugaise qui travaille dans une agence de voyages à Francfort.
Il prétend s'appeler Christophe, rebaptisé Sami depuis sa conversion, et lui cache tout de son passé, éludant la question à chaque fois qu'elle lui demande de la rejoindre à Munich.
Durant sa cavale, Dumont est jugé en son absence, le 18 octobre 2001, devant la Cour d'assises de Douai. Il est condamné par contumace à la réclusion criminelle à perpétuité pour sa participation à une série de braquages.
Le 17 juillet 2002, Dumont entre depuis Singapour au Japon, grâce à un faux passeport au nom de Gérald Tinet. Dumont s'installe entre juillet 2002 et 17 septembre 2003 avec sa seconde épouse à Niigata, un port de la côte ouest du Japon, au sein de la communauté pakistanaise très présente dans le commerce de voitures d'occasion. Il se lance dans ce négoce avec la Russie et la Corée du Nord tout en s’efforçant de monter des cellules d'Al-Qaida.
Entre 2002 et 2003, il se rend en Malaisie à six reprises et en Indonésie où il aurait été en contact avec le réseau islamiste Jemaah Islamiyah. Il débarque par la suite à Francfort avec la volonté d'ouvrir avec Celia un restaurant de sushi.
En cavale depuis quatre ans et demi, Dumont est finalement arrêté le 13 décembre 2003, par la police allemande dans une chambre d'hôtel surveillée depuis plusieurs jours à Munich. Lionel Dumont est incarcéré à la prison de Munich en l'attente d'être rejugé. Il est détenu cinq mois en Allemagne, avant d'être extradé vers la France en mai 2004.
Lionel Dumont comparaît le 5 décembre 2005, devant la cour d'assises du Nord, à Douai. Au terme de deux semaines de procès, la Cour d'assises le reconnaît coupable de trois tentatives d'homicide volontaire contre des policiers, le 8 février 1996 à Roubaix, alors qu'il conduisait une voiture dans laquelle se trouvaient d'autres membres du gang, d'une autre contre un convoyeur de fonds lors de l'attaque d'un véhicule de la société de transport de fonds Brink's, le 25 mars 1996, à Leers, près de Roubaix, ainsi que pour sa participation à l'attentat manqué à la voiture piégée - avec trois bonbonnes de gaz - près du commissariat central de Lille et d'une bouche de métro, le 28 mars 1996.
Le 16 décembre 2005, Dumont est condamné à 30 ans de réclusion criminelle assortie d'une période de sûreté de 20 ans. Il interjette appel de cette décision.
Lionel Dumont est rejugé en appel et condamné, le 5 avril 2007, à 25 ans de réclusion criminelle assortie d'une période de sûreté de 16 ans par la cour d'assises de Paris pour deux braquages, en février-mars 1996 près de Roubaix (Nord), ainsi que d'une tentative d'attentat à la voiture piégée devant le commissariat central de Lille, le 28 mars 1996.
Le 21 juillet 2011, alors qu'il purge sa peine à la prison de Sequedin, Dumont est mis en examen pour association de malfaiteurs en vue de préparer une évasion en 2010,,. Il est finalement relaxé par un non-lieu le 4 novembre 2015,.
Durant sa détention en 2017, il revient dans les radars de la justice avec la fratrie Saouti et la découverte d'un véritable arsenal de guerre dans un box de garage à Bruxelles Anderlecht, où il bénéficiera plus tard d'un non-lieu. On lui reproche ses liens avec les frères Saouti, particulièrement Akim Saouti, braqueur connu du grand banditisme belge et actuellement en prison pour plusieurs attaques à main armée. Il est proche du groupe de motards kamikazes-riders connus de la justice en Belgique.
Lionel Dumont demande à plusieurs reprises sa libération. Lors de sa détention, il ne pose pas de problème de comportement particulier et finit par bénéficier de plusieurs permissions de sortie et de réduction de peine. En septembre 2021, un juge d'application des peines autorise sa remise en liberté sous port du bracelet électronique. Sur appel du parquet, la cour d'appel de Caen confirme la décision du juge d'application des peines par arrêt du 28 octobre 2021. Lionel Dumont est libéré le 17 novembre 2021, après avoir effectué près de 18 ans de détention. Il s'installe à Dunkerque.

## Vidéographie
- Les ch'tis d'Allah, le gang de Roubaix, documentaire (52 min) réalisé par Olivier Pighetti en 2012. Ce documentaire retrace le parcours de Lionel Dumont et Christophe Caze, deux Français convertis à l’islam, qui sont à l’origine du gang de Roubaix. Ils vont d'abord devenir des moudjahidines combattant en Bosnie et intégrer les brigades islamistes de l’armée bosniaque.